# William Henry (nuotatore)
William Henry, nato Henry William Nawrocki (St. Pancras, 28 giugno 1859 – St. Pancras, 20 marzo 1928), è stato un nuotatore e pallanuotista britannico.
Di origini polacche, Henry è cofondatore della Royal Life Saving Society, la maggiore società inglese di bagnini.
Vinse numerosi campionati nazionali e continentali di nuoto. Partecipò alle gare di pallanuoto e di nuoto della II Olimpiade di Parigi del 1900. Prese parte al torneo di pallanuoto con l'Osborne Swimming Club, vincendo la medaglia d'oro, vincendo contro il Brussels Swimming and Water Polo Club per 7-2. Scese in acqua di nuovo per la semifinale dei 200 metri ostacoli, dove arrivò sesto in finale, nuotando in 2'58"0. Inoltre partecipò alla gara dei 4000 metri stile libero, ritirandosi in finale.
Nel 1906, gareggiò nella gara di nuoto della Giochi olimpici intermedi di St. Louis, nella staffetta 4x250 metri stile libero, con la squadra inglese, composta anche da Rob Derbyshire, John Jarvis e Henry Taylor, vincendo la medaglia di bronzo, diventando il più anziano vincitore di una medaglia olimpica nel nuoto, a 47 anni.
William Henry è membro della International Swimming Hall of Fame, la "Hall of Fame" internazionale del nuoto.

## Palmarès
In carriera ha conseguito i seguenti risultati:
- Giochi Olimpici:

Atene 1906: bronzo  nella staffetta 4x250m stile libero.